# Matton
Matton är ett svenskt efternamn, som anges ha vallonskt ursprung.  Den 31 december 2022 var 85 personer med efternamnet Matton folkbokförda i Sverige.

## Personer med efternamnet Matton
- Emil Matton (1866–1957), företagare
- Ida Matton (1863–1940), bildkonstnär och skulptör
- Johan Matton (född 1985), skådespelare och producent
- Wilhelm Matton (1901–1971), fotograf, förgyllare och målare